# L'occhio e la memoria: Porto Empedocle 1950
L'occhio e la memoria: Porto Empedocle 1950 è una ricostruzione storico-urbanistico-letteraria di Andrea Camilleri e Italo Insolera che ha come soggetto la città di Porto Empedocle negli anni 1950.
Se si trattasse di un film Camilleri ed Insolera potrebbero essere definiti - tout-court - una strana coppia; trattandosi invece di un libro è legittimo chiedersi cosa li unisca, quale sia l'elemento che funziona come collante fra uno dei più grandi scrittori italiani e uno dei più grandi urbanisti e storici dell'architettura in Italia. La risposta è che ad unirli è la città di Porto Empedocle: qui Camilleri è nato e queste terre trovano ampio spazio nelle sue opere; e qui, nel 1954 l'architetto Insolera cui è stato affidato l'incarico del Piano di Ricostruzione della città.
Il racconto di Camilleri e le oltre 50 fotografie di Insolera fanno rivivere al lettore gli anni cinquanta a Porto Empedocle, con la sua atmosfera, le sue storie e i suoi aneddoti.
Il volume contiene anche contributi di Michele Curcuruto e Luigi Pirandello.

## Edizioni
- Andrea Camilleri e Italo Insolera, L’occhio e la memoria: Porto Empedocle 1950, Palombi & partner,  pp. 112, illustrazioni 97 bn, ISBN 978-88-6060-089-9.